# Islas Chafarinas

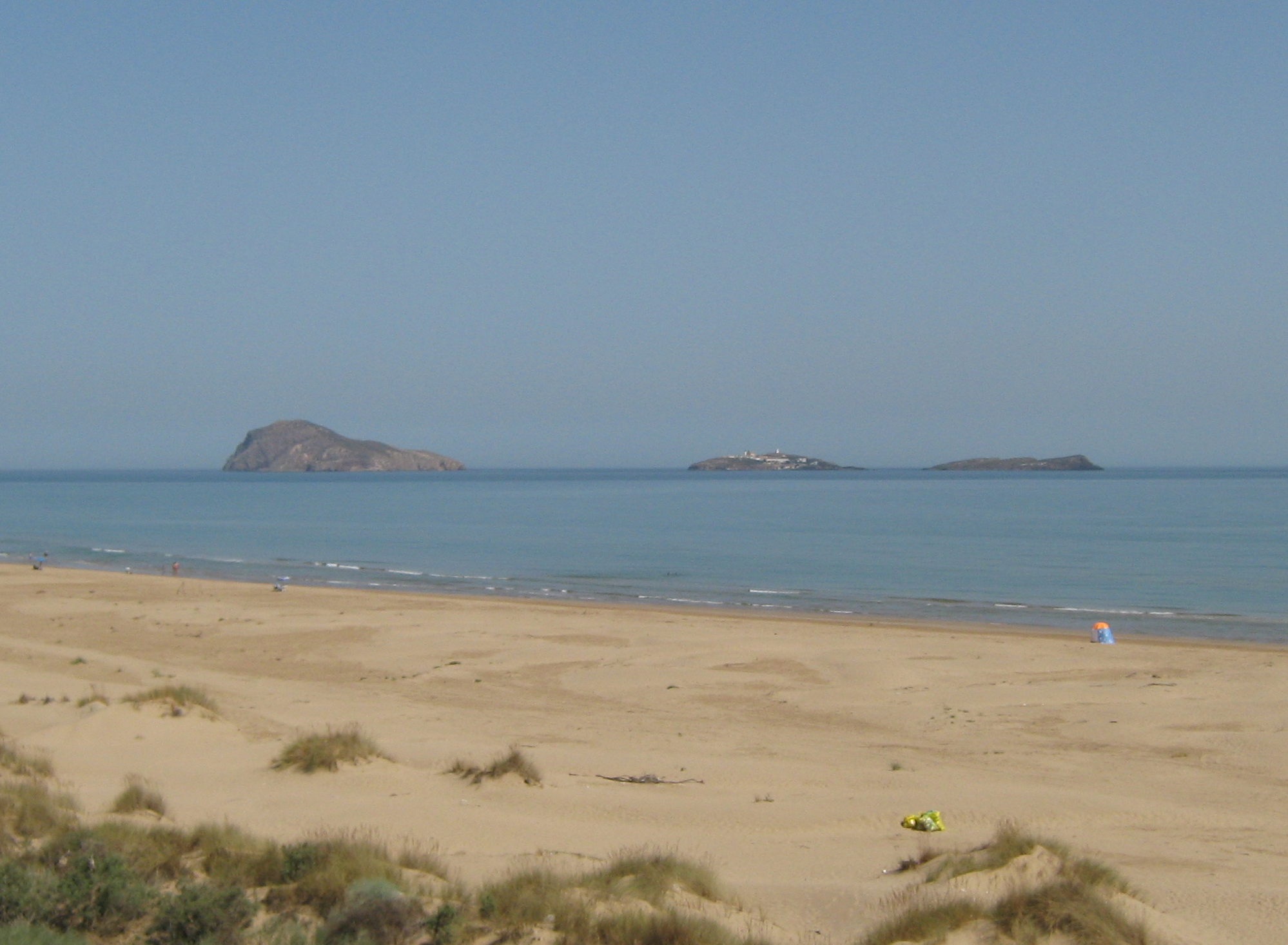
Islas Chafarinas

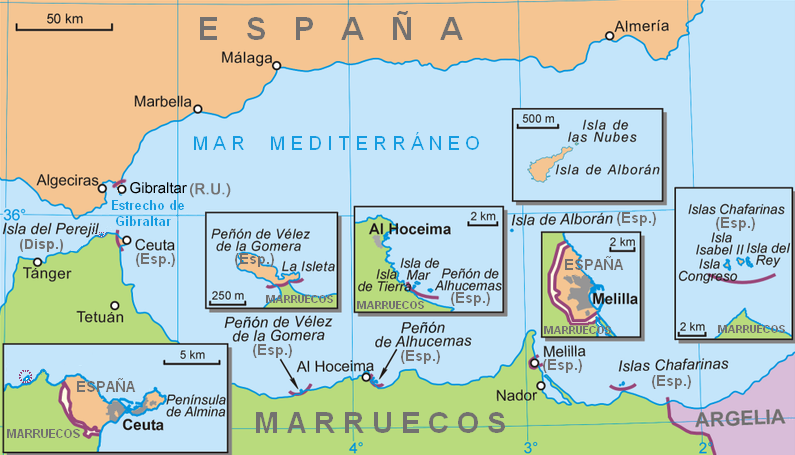
Lägeskarta, Islas Chafarinas till höger

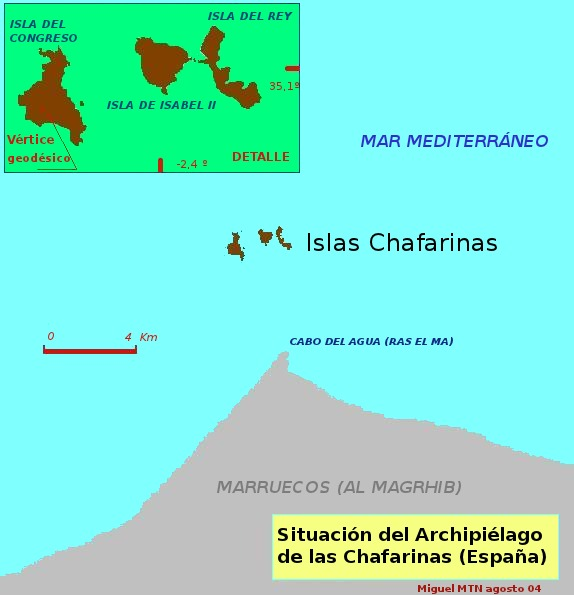
karta över Islas Chafarinas

Islas Chafarinas (spanska för "Chafarinasöarna", arabiska Jaafariya, även Zaafarina) är en liten ögrupp i Alboránsjön utanför Marockos kust. Ögruppen är del av de spanska Plazas de soberania men även Marocko gör anspråk på öarna.

## Geografi
Islas Chafarinas ligger cirka 3,5 kilometer utanför Marockos kust nära staden Rahsu el-Mah mot gränsen till Algeriet och cirka 45 kilometer öster om Melilla.  
Ögruppen har en areal om ca 0,52 km² och består av tre öar:
- Isla del Congreso
  - ca 0,25 km², med en längd på ca 900 m lång och ca 500 m bred

- Isla de Isabel II
  - ca 0,15 km², här finns en militärstyrka på ca 190 personer stationerad, ca 1 km öster om Isla Congreso

- Isla del Rey (även Isla del Rey Francisco I)
  - ca 0,12 km², ca 200 m öster om Isla Isabel II

Den högsta höjden är Cerro Nido de las Águilas på Isla del Congreso med cirka 137 m ö.h.

## Historia
Ögruppen användes länge som bas för pirater.  Den 26 jun 1847 beordrade slutligen Madrids guvernör i samarbete med Frankrike att öarna skulle intas, den 6 januari 1848 av spanska marinen  strax innan en fransk militärexpedition anlände i samma syfte. Därefter upprättade Spanien en militärpost på ön som har varit bemannad sedan dess och idag finns ca 190 militärpersonal stationerade här.
Åren 1851 och 1853 byggdes en kyrka på Isla del Congres som numera dock endast är en ruin.
1899 byggdes en 52 meter hög fyr på Isla Isabel II  som står än idag.
Ögruppen kvarstod under Melillas och Spaniens förvaltning efter Spansk-marockanska kriget, den 30 mars 1912 skapades det fransk-spanska protektoratet Marocko (Fèsfördraget) uppdelad på Franska Marocko och Spanska Marocko, protektoratet omfattade dock inte Melilla och Islas Chafarinas som kvarstod under direkt spanskt styre.
Vid Marockos självständighet 1956 kvarstod ögruppen under spansk överhöghet. När Melilla erhöll autonomistatus (Ciudad autónoma) den 14 mars 1995  medföljde även öarna under Melillas förvaltning.
Sedan 1982 är hela ögruppen ett Refugio Nacional de Caza (naturreservat)., här finns den näst största kolonin av Rödnäbbad trut i världen.